# Luis III el Ciego
Luis III el Ciego (880-928) fue rey de Provenza y emperador de Occidente.  
Era hijo de Bosón de Provenza y nieto por línea materna del emperador Luis II el Joven. Sucedió a su padre en el trono de Provenza tras su muerte en 887. En 901 fue coronado emperador por el papa Benedicto IV. En el año 900 había derrotado a Berengario del Friul en la península italiana con el objetivo de arrebatarle sus posesiones. Sin embargo, dos años después fue vencido por Berengario, que le dejó marchar bajo la promesa de no regresar. En el año 905, Luis III volvió a enfrentarse con Berengario pero resultó nuevamente derrotado y capturado por su adversario, que le condenó a ser cegado. Luis III perdió el título imperial ese mismo año, y su rival se convirtió en emperador.

## Familia
Se cree que el rey Luis III se casó con Ana de Constantinopla (885-912), hija del Emperador Léon VI, más conocida con el nombre de Anne de Macédoine. De esta unión nacería Carlos Constantino de Vienne y se cree, por razones onomásticas, que también fue descendiente de este matrimonio Ana de Provenza, segunda esposa del emperador Berengario I de Italia. No obstante, este enlace es algo que no se sabe con certeza. Habría ocurrido poco antes de la caída de Taormina en manos de los árabes y que sería así una ampliación de las actividades destinadas a fortalecer alianzas bizantinas con las potencias occidentales para preservar el territorio bizantino en el sur de Italia.
Más tarde, Luis el Ciego se casó con Adelaida, hija de Rodolfo I de Borgoña. 
| Títulos Reales                        |                                                           |                                            |
| Predecesor: Bosón de Provenza         | Rey de Provenza 887-928                                   | Sucedido por: Hugo de Arlés                |
| Predecesor: Berengario I              | Rey de Italia 900-905 enfrentado a Berengario I (896-924) | Sucedido por: Berengario I                 |
| Predecesor: Arnulfo de Carintia (899) | Emperador carolingio 901-905                              | Sucedido por: Berengario I de Italia (915) |

- Datos: Q310435
- Multimedia: Louis the Blind / Q310435